# Degmaptera mirabilis
Degmaptera mirabilis är en fjärilsart som beskrevs av Rothschild 1894. Degmaptera mirabilis ingår i släktet Degmaptera och familjen svärmare. Inga underarter finns listade i Catalogue of Life.

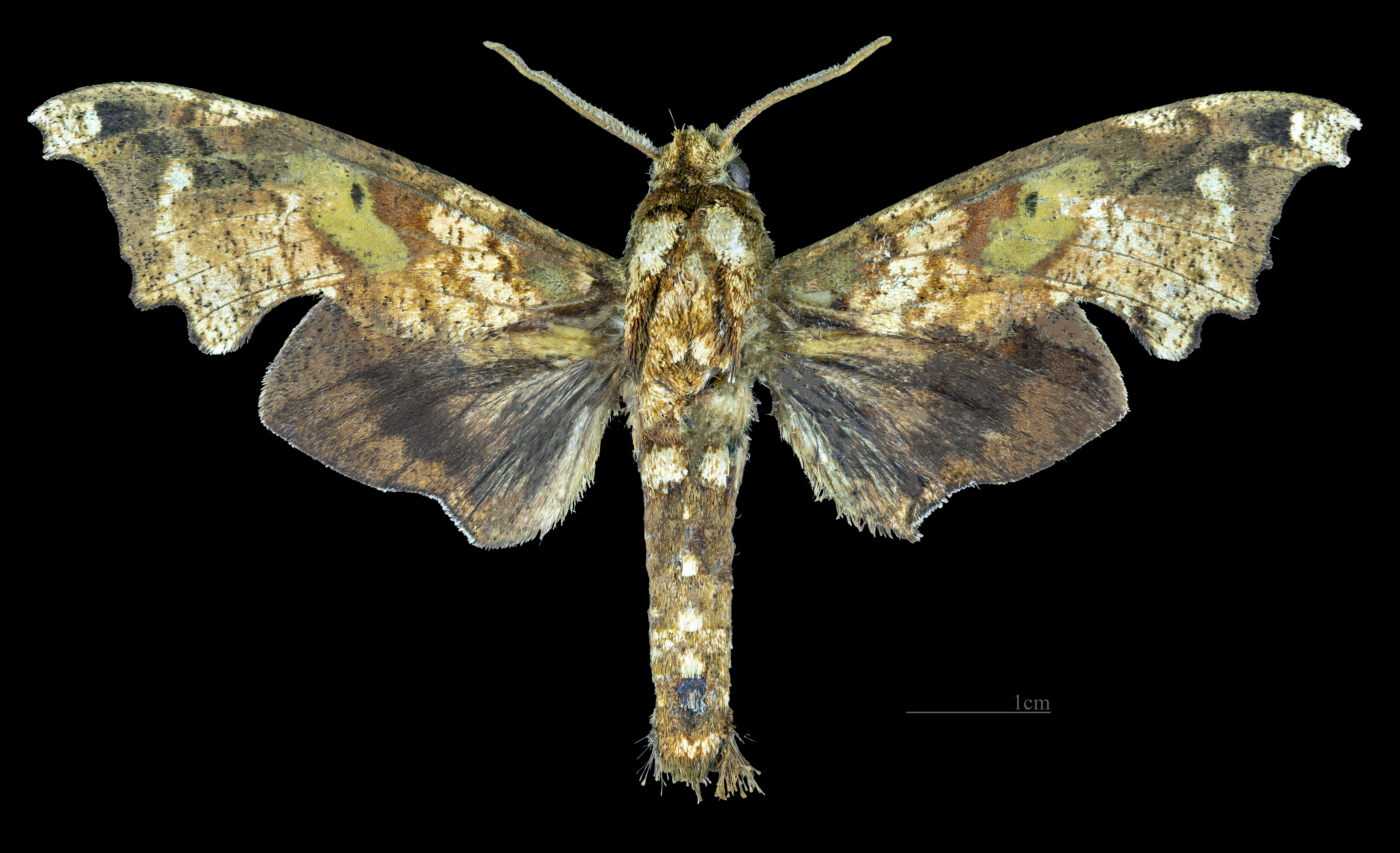
♂
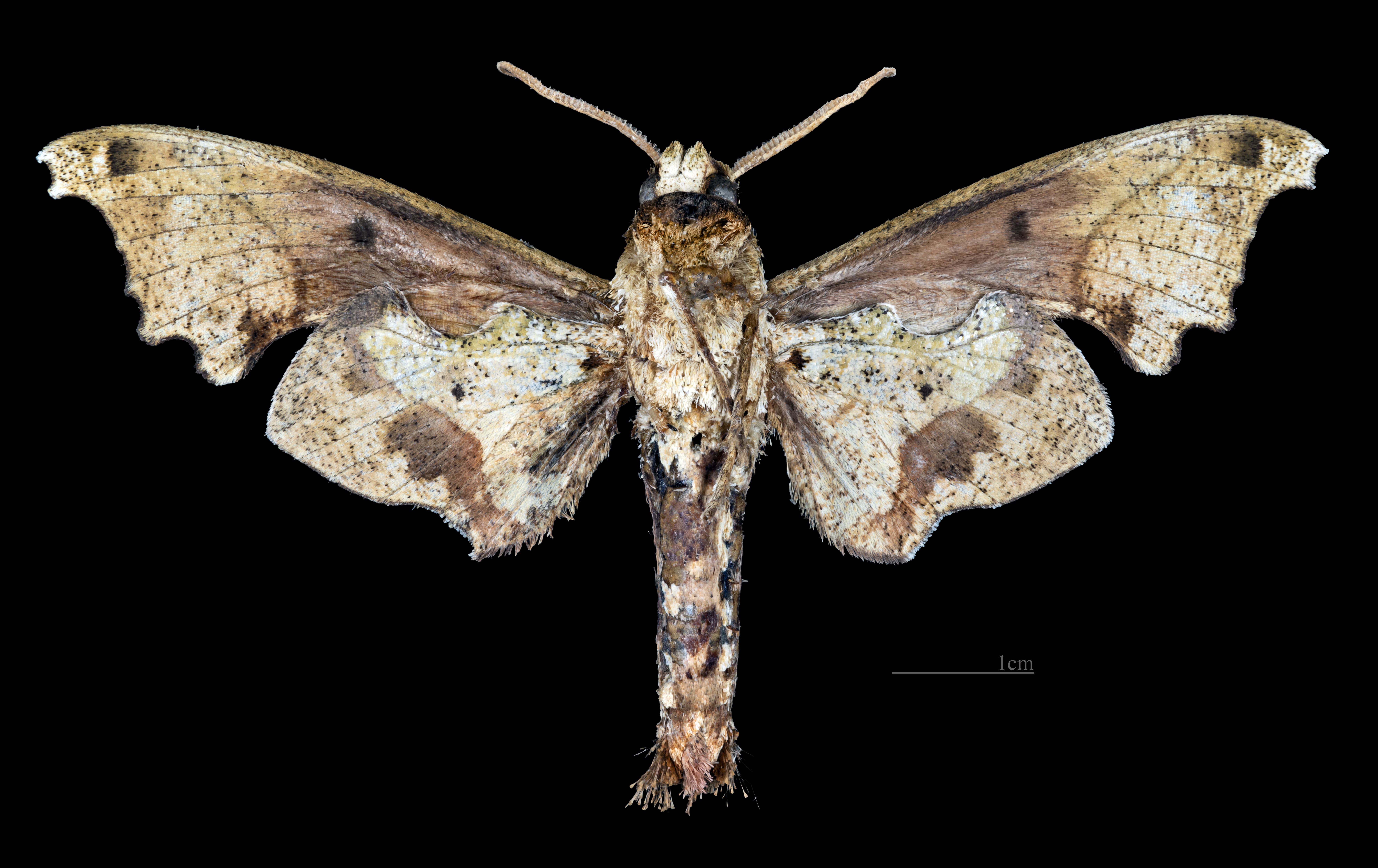
♂ △